# Colino

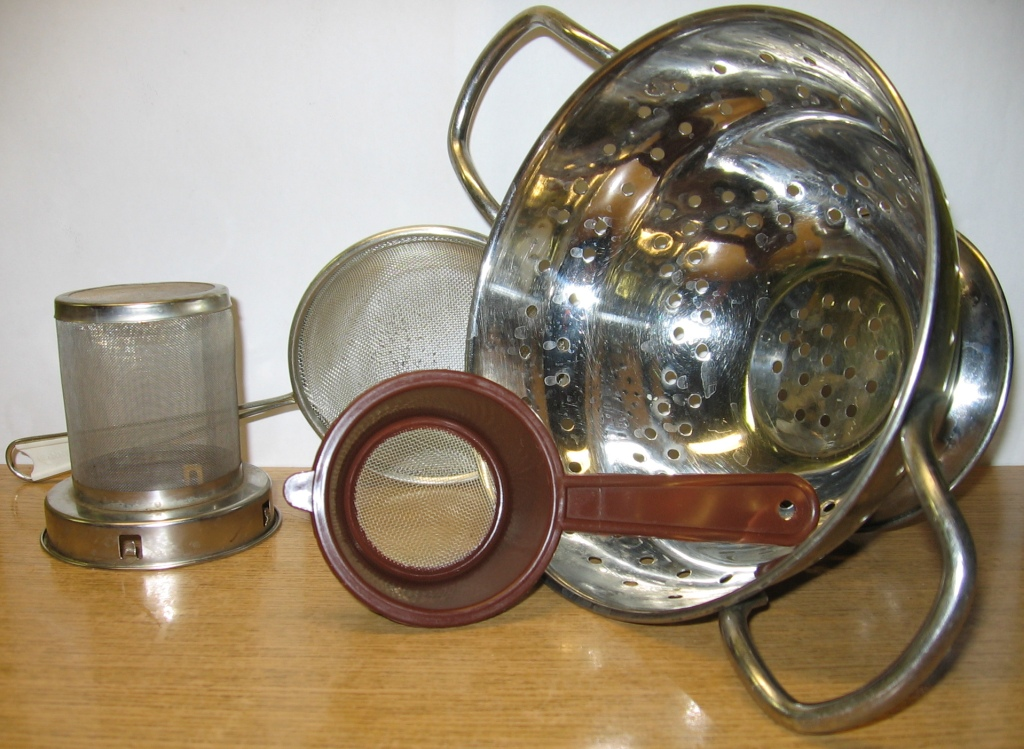
Colini

Il colino o passino è un utensile da cucina usato per filtrare alimenti liquidi.  Ha forma semisferica o conica con un manico e, in quelli più grandi, sul lato opposto un gancio che permette di appoggiarlo sull'orlo di un contenitore. Strutturalmente può essere di due tipi: quello dove a fare da filtro c'è una retina, retta da una struttura portante in altro materiale, e quello dove è il materiale costitutivo del colino ad essere forato per permettere lo sgocciolamento. In entrambi i casi può essere in metallo: alluminio, acciaio inox, ferro smaltato o in plastica.

Coppa, colino e situla. Dalla tomba Kha e Merit (TT8), tra il 1425 e il 1353 a.C. Nuovo Regno dell'Egitto. Museo Egizio, Torino.

## Tipi
- Infusore, posto dentro la tisaniera
- Colino da tè, ha una dimensione che gli permette di essere appoggiato sul bordo della tazza, con la retina completamente al suo interno.
- Colino o colo per brodo ha dimensione tale che si possa appoggiare sulle pentole.
- Scolazucchero
- Colino cinese
- Scolapasta
- Strainer, accessorio per cocktail

## Galleria d'immagini

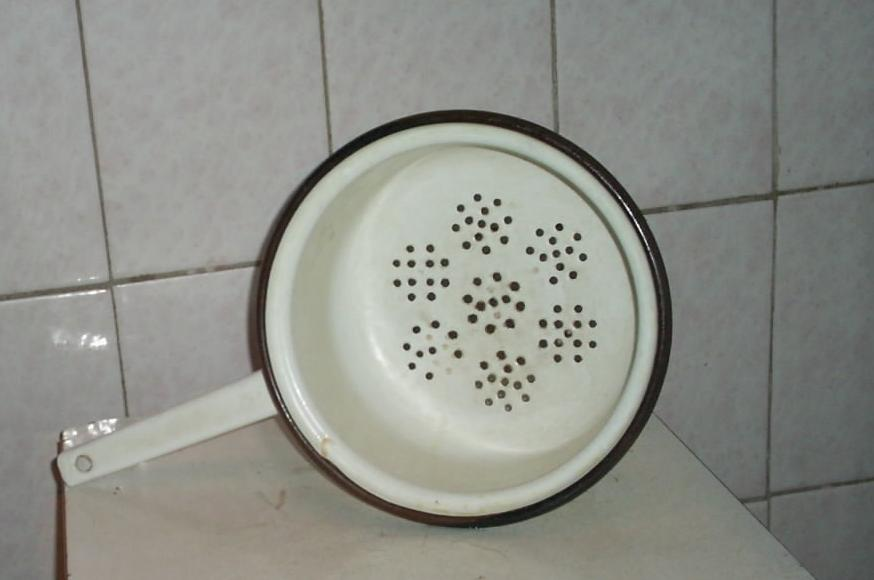
Colo in ferro smaltato
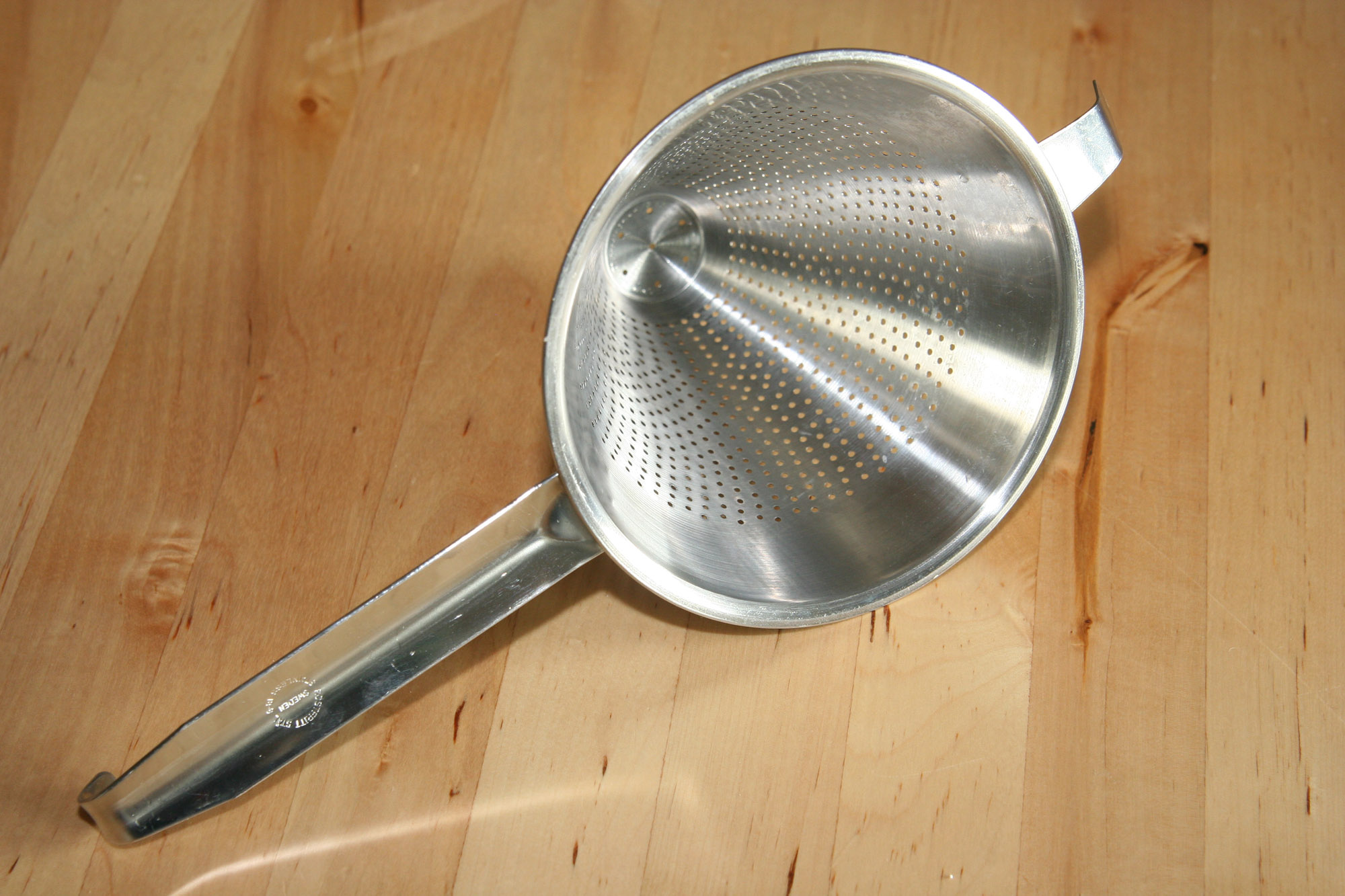
Colino in lamiera stampata di acciaio inox detto cinese
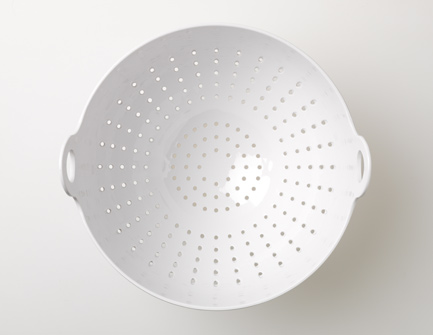
Scolapasta in plastica
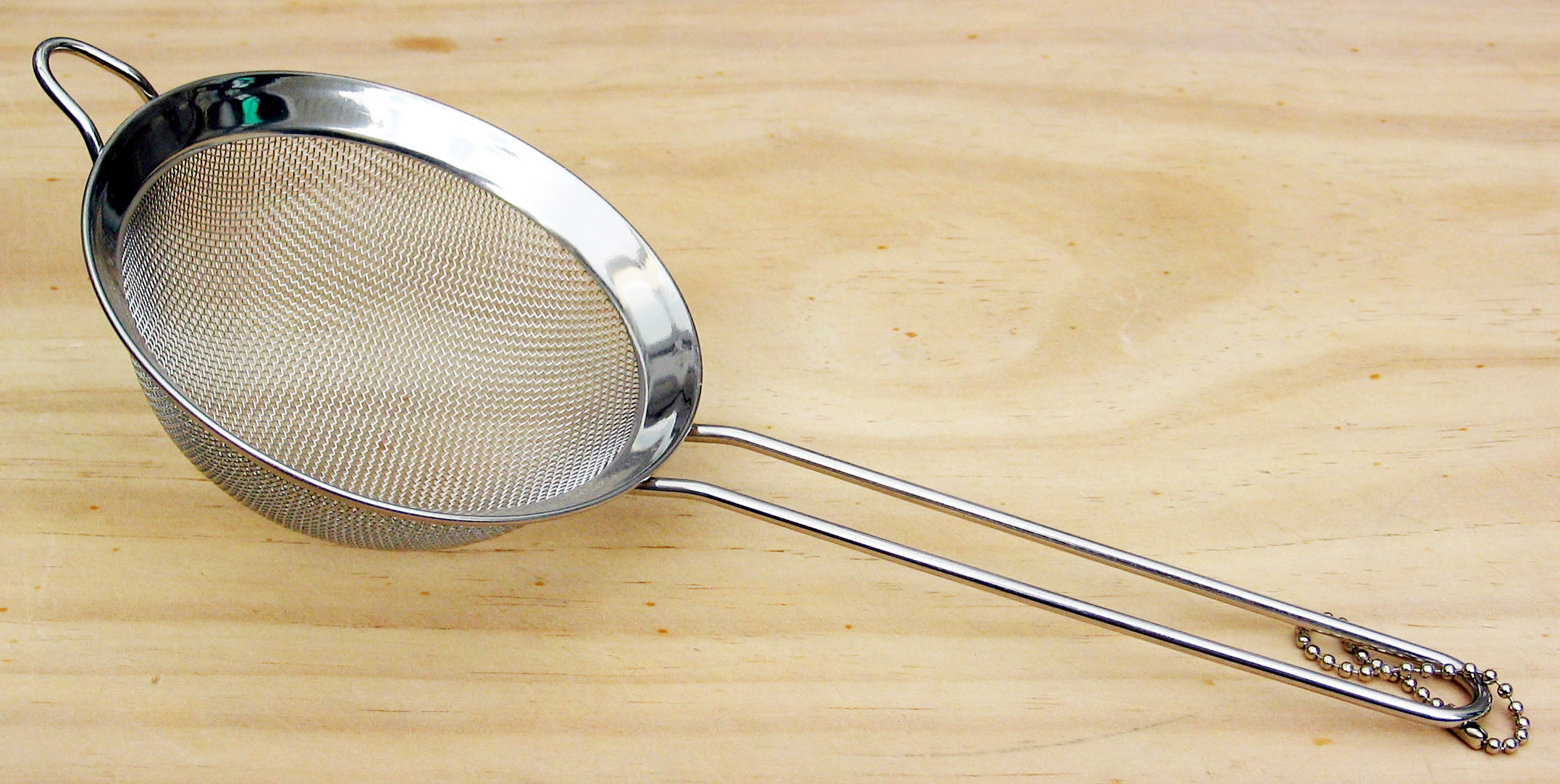
Colino da tè con retina in acciaio inox